# Гай Еруциан Силон
Гай Еруциан Силон (на латински: Gaius Erucianus Silo) e политик и сенатор на Римската империя през 2 век.
През 110 г. той е суфектконсул заедно с Луций Катилий Север Юлиан Клавдий Регин.